# Дерекьой (дем Гюмюрджина)
Вижте пояснителната страница за други значения на Дерекьой.
Дерекьой или Бунаркьой (на гръцки: Πάνδροσος, Пандросос) е село в Беломорска Тракия, Гърция, област Източна Македония и Тракия, дем Гюмюрджина, демова секция Пандросос, в която влизат още селата Еникьой (Нимфея) и Химитли (Символа). В началото на XIX век селото е заселено с българи, които идват от други краища на Беломорието и Централните Родопи. След поражението на България в Първата световна война в селото е установена гръцка административна и духовна власт. Сключването на Спогодбата Моллов - Кафандарис и настаняването на гръцки бежанци в Дерекьой след поражението на Гърция във войната с Турция, водят до обезбългаряването му, тъй като населението му е принудено да се изсели. Основното население на селото се състои от потомци на гръцки бежанци от Мала Азия и Източна Тракия.

## География
Дерекьой е разположено по склоновете на Южните Родопи, на 9 километра северно от град Гюмюрджина (Комотини) и на пътя за прохода Маказа.

## Заселване и състав
Първоначално село Дерекьой е било турско, но вероятно поради епидемия в Гюмюрджинския край, е изоставено. Не е известно кога е станало това, но няколко години по-късно в него започнали да идват български заселници. В един рапорт до българския екзарх за състоянието на църковно-училищното дело в Гюмюрджинско за учебната 1906/1907 година се посочва, че село Дерекьой е „около 80-годишно“, от което може да се заключи, че първите български семейства се заселили в него през 15-те и 20-те години на XIX век.
Според разкази на стари дерекьойци най-напред в селото пристигнал от Калайджидере някой си Дядо Дяко, който поставил началото на дерекьовския род Узунови (Куртеви). Според запазени родови предания и разкази на стари хора от Калайджидере дошли също родоначалниците на Калабаковия, Кисьовия, Кабаяневия и Кедиковия родове, от село Тахтаджик – на Фучеджиевия, от Сачанли – на Кадиевия, Карапачовия, Белевия и Карамитревия, от Манастир – на Манастирлиевия, от Петково (Ахъчелебийско) – на Кирекчиевия, Дюлгеровия и Калайджиевия, от Райково (Ахъчелебийско) – на Герджиковия род. Каракировият род също дошъл от Родопите, родоначалникът на Арнаудовия род вероятно пристигнал чак от Македония, а на Каракостовия – вероятно от хасковските села.
Първоначално в селото имало около 20-ина къщи, които с прииждането на нови заселници постепенно се увеличили. Българите, които решили да се установят в Дерекьой имали различни мотиви. Някои от тях, като Стою Кирекчията слязъл от Писаница, Смолянско, за да се спаси от преследване от местни турски първенци, с които влязъл в спор. Други, вероятно по-голямата част от хората, като братята Коста и Димитър Дюлгерови, които били майстори-зидари се установили в селото, в търсене на по-добро място за препитание. Данните за броя на къщите и населението на Дерекьой от заселването му до края на XIX век са противоречиви. Така например, в най-ранните подобни сведения, датиращи от 1873 година, се посочва, че селото се състои от 25 къщи. Следващите подобни данни фигурират в официалното салнаме на Одринския вилает от 1893 г., където селото е записано под името Бунардере (вероятно така се е казвало старото турско селище) и е посочено, че то се състои от 60 български къщи. В екзархийска статистика от 1898 г. обаче се посочва, че броят на къщите в Дерекьой е 40, от които 25 – български и 15 – гръцки (под това се има предвид български гъркомански семейства). Ако съпоставим двата турски документа следва, че най-голямото разрастване на селото – с около 40 къщи, се е случило в един сравнително кратък, 20-годишен период, между 70-те и 90-те години на XIX век, което не изглежда много вероятно. От друга страна вторите данни са официална османска статистика и също не била да бъдат отхвърляни с лека ръка. От друга страна, под 1894 г. фигурира и първата статистика за броя на населението, като за Дерекьой са дадени 275 жители. Тези данни, съпоставени с броя на къщите за 1893 г. също изглежда малко вероятен, което означава, че независимо от разминаванията, към края на XIX век селото се е състояло от не повече от 60 къщи, в които са живели около 300 души. От началото на ХХ век вече имаме по-точни данни за домакинствата и броя на населението на Дерекьой. Така например, през 1903 г. то се е състояло от 70 къщи, в 1904 г. – 79, в които живеели 380 души (189 мъже и 191 жени), в 1905 г. – 75 къщи с население от 395 души, в 1909 и 1910 г. – 79 къщи, 1915 г. – 75 къщи с население от 400 души. Последните данни за дерекьойското население преди изселването му в България намираме в данни от преброяване на населението в Кралство Гърция през 1921 г., където е посочено, че то се състои от 464 души (232 мъже и 232 жени). По това време броят на къщите в селото според спомени на Никола Тодоров Карипов е бил 86.

## Препитание на населението
Според сведенията на български църковни и училищни представители, посещавали село Дерекьой в началото на ХХ век то се състояло от „едно много бедно население, на което поминъкът е каране на дърва в града [Гюмюрджина], слабо скотовъдство и още по-слабо земледелие“. Постепенно голяма част от семействата се насочили към отглеждането на тютюн, много от по-младите момчета били пращани от семействата им да слугуват или чиракуват в Гюмюрджина. Майстори-зидари в селото били братя Дюлгерови, които често пътували по работа из страната, стигайки до Ямболско. Братя Кирекчиеви имали воденица и варница, Фучеджиеви изработвали бъчви, Илия Кедикът бил хлебар и имал фурна, Илия Калабакът имал голямо стадо и често оставал с него в планината.

## Църковно дело
След заселването му с българско християнско население село Дерекьой се намирало за около 80 години под духовната власт на гръцката Цариградска Патриаршия и се числяло към Маронийската епархия. В селото имало една черква – „Свети Илия“, построена през 1881 г. Постепенно обаче, вероятно със заселването на по-будните родопчани в него, настроенията започнали да се променят и в 1897 г. част от дерекьойци заявили писмено желанието си да преминат под властта на Българската Екзархия. В църковно отношение били присъединени на първо време към Козлукьойската енория, където по това време свещеник бил Никола Илиев. Още на следващата 1898 г. обаче избухнал конфликт между населението – екзархисти и патриаршисти. Вероятно причина за това са станали действията на козлукьойския свещеник, за което разказва гюмюрджинския архиерейски наместник в свое писмо до управляващия Одринската митрополия архимандрит Софроний: „Гръцкия владика тук тези дни подал такрир на Мютесариф паша, с който се оплакал от козлукьойския свещеник [Никола Илиев], че ходел в село Дерекьой и бунтувал християните да се откажат от владиката и други не зная какви оплаквания против казания свещеник. Вчера един жандарин забрал свещеника от селото и го довел в правителствения дом. Там свещеникът изпитан му забранили да отива в село Дерекьой и посещава християните. Както Ви е известно, Ваше Високопреподобие, половината от християните на това село преди една година с отказаха от гръцкия владика и признаха родното си духовно началство Светата ни Екзархия, като заявиха това и с прошение, където трябваше, и от това време насам се присъединиха към Козлукьойската енория и тамошния свещеник им вършеше духовните треби, като отиваше и всеки месец да ги ръси. Сега това се забранява на свещеника, а християните се лишават от изпълнението на требите им за хатъра на гръцкия владика. Казах на свещеника да продължава да си гледа работата в това село, а какво ще се случи не зная.“. Тъй като дерекьойската черква била една и в нея служил гръцки свещеник, на екзархийските семейства било забранено да се черкуват в нея по празници, да кръщават децата си и да опяват мъртвите си, поради което те ходели в с. Козлукьой. В последните години на XIX гръцкия свещеник на Дерекьой починал и Екзархията, виждайки в това възможност да привлече в лоното си цялото село, изпратила там за нов свещеник Стоян от родопското село Дунево. Освен това било постигнато споразумение с Патриаршията гъркомани и екзархисти да се черкуват поред в църквата. С това обаче конфликтът не приключил и през цялата първа половина на 1900 година имало спорове кой да ползва черквата, което в крайна сметка довело до затварянето ѝ от турските власти, за да се избегне по-нататъшната конфронтация между населението. Впоследствие в нея отново започнало да се служи на гръцки, а екзархистите не били допускани, което пак ги принудило да ходят за требите си в съседното Козлукьой независимо, че по това време (средата на 1900 г.) 37 семейства били екзархисти, и 19 – патриаршисти. Около година по-късно (март 1901 г.) в Дерекьой вече само 7 – 8 къщи били гъркомански. След 1901 г. конфликтът постепенно бил решен и в крайна сметка цялото село преминало към Екзархията. През 1904/1905 г. Дерекьойската и Козлукьойската енория са слети в една, „по немание свещеници и за двете“. Техен уредник бил свещеник Стамат Костов, който живеел в Козлукьой и служел по ред в църквите на двете села. Той останал свещеник на Дерекьой до края на Първата световна война, когато селото отново минава под ведомството на гръцките духовни власти.

## Училищно дело
Първоначално в Дерекьой нямало специална училищна сграда. Според един рапорт за състоянието на учебното дело през 1905/1906 г. „училищното здание, приспособена за това къща, никак не отговаря на предназначението си, обаче, тази година се построи друго нарочно за тази цел, което макар още да не е довършено, за идущата година ще бъде готово. Слаба покъщнина, а учебни помагала абсолютно никакви“. Действително през следващата 1906/1907 г. новото училище подслонило дерекьойските деца, макар според сведенията на училищния инспектор „училищната покъщнина е слаба, а помагала никакви няма“. Постепенно недостигът на пособия явно е бил преодолян, защото през учебната 1909/1910 г. в поредния рапорт се казва, че „от четири години е построено училище с добре обзаведена класна стая“. Докато се намирало под ведомството на Цариградската Патриаршия учебните занятия в Дерекьой са се водили на гръцки, вероятно от местния свещеник-грък. С припознаването на Екзархията обаче през 1900 г. за пръв български учител бил назначен Бойко Чавдаров, който започнали да преподава на родния език. Бойко Чавдаров бил активен участник в подготовката на Илинденско-Преображенското въстание и скоро революционни дела го принудили да напусне учителското поприще. През 1903 г. той бил заместен от Димитър Киров, родом от с. Чадърли (Гюмюрджинско). В рапорта на училищния инспектор за 1905/1906 г. за него се посочва, че „досега е нямал желание истински да служи на призванието си... обаче ако би искал той би бил един добър учител“. Това вероятно е станало, тъй като през 1909/1910 г. за Киров се казва, че е „малко образован, но сравнително способен и трудолюбив учител, който е съумял да сдобие малко-много авторитет между селяните“. Димитър Киров останал в Дерекьой поне до 1911 г., а през 1914 г. в селото като учител срещаме Димитър Стоянов от с. Манастир (Дедеагачко). Той учителствал вероятно две или три години, и през 1917 г. в Дерекьой отново се върнал Димитър Киров, а за негова помощничка била назначена Елена Вардалиева от Кукуш. Последният български учител, който бил в селото вероятно две или три години – до установяването на гръцката административна власт – е Стилиян Петков Кълвачев от село Кръсто поле (Ксантийско).

## Участие в революционните борби
Скътано в полите на Родопите и относително малобройно, село Дерекьой останало сравнително настрана от революционния подем, кулминирал в Илинденско-Преображенското въстание. За това вероятно допринесъл и фактът, че дерекьойци живеели мирно със съседите си от турските села като Будуклу. Все пак, общото дело не подминало и това село, когато в него дошъл учителя Бойко Чавдаров. Според спомените на Димитър Стоев Кирекчиев „той събираше младежи, на които говореше, че има революционна организация другаде и че мислел да тръгне нелегален“. Това се потвърждава и от Христо Караманджуков, който съобщава, че „към началото на 1901 година ние вече имаме в Гюмюрджинско вече образувани ядра във всяко село почти, макар не навсякъде да са еднакво стегнати и организирани“ и привежда имена като участници в заверата имената на Христо Момчилов Калайджията, братята Стоян, Пею и Костадин Кирекчиеви, кметът Станко [Кадиев], Бечо Георгиев. Краткото пребиваване на Чавдаров в селото, както и разделението на екзархисти и патриаршисти вероятно са били основните причини да не се организира истински революционен комитет. След заминаването на Бойко Чавдаров вероятно това ядро се е разпаднало, тъй като известно време след това друг от апостолите на Тракия – чадърлиецът Чавдар Чавдаров си спомня: „В село Дерекьой бе същото положение [част от селяните все още се гърчеели] – свещеникът му бе грък. Поради туй посветих в делото кмета на това село – Станко, заедно с Пейо Кирекчиев и учителя Димитър Киров, мой съселянин и бивш ученик в град Гюмюрджина“. Независимо от тези усилия дерекьойци да бъдат включени в подготовката и провеждането на Илинденско-Преображенското въстание, селото не взело участие в него, няма данни и отделни негови жители да са участвали в чети. Това се потвърждава и от рапорта на училищния инспектор за 1905/1906 г., който отбелязва, че дерекьовци са „към общи работи твърде индиферентни и националното им съзнание много слабо развито“.

## Дерекьой в пределите на България (1913 – 1919)
За първи път селото е напуснато от жителите си по време на Балканската война. Част от хората, натоварили на каруци покъщнината си, минават през прохода Маказа и се установяват в днешното хасковско село Тракиец, други отиват при роднини в Гюмюрджина, трети са скрити, докато отмине бурята, от съседите си турци от село Будуклу. След подписването на мирния договор и установяването на българска административна власт в Беломорието, дерекьойци се връщат в родното си село. Според разкази на стари хора, когато се прибрали нищо в домовете им и по нивите им не било пипнато, тъй като имуществото им го пазели турците от Будуклу. Не се знае много за историята на селото по време на краткото българско управление, освен че по това време секретар-бирник на Дерекьой бил местният младеж, който учил по-рано в Одринската мъжка гимназия, Васил Христов Калайджиев. Данните за това кой е бил кмет по това време също са противоречиви. Единствените две писмени известия са една обява в „Държавен вестник“ от 1917 г., подписана от председателя на общинското управление Димитър Куртев (Узунов) и писмо от Христо Запрянов Белев, според което при установяването на гръцката окупационна власт в селото, негов кмет е бил Панайот Джисов. Според разкази на стари хора кметове също са били Димитър Стоев Кирекчиев и Христо Запрянов Белев, но тези информации не са потвърдени.

## Обезбългаряване
След поражението на България в Първата световна война в Дерекьой е установена гръцка военна и административна власт. През 1922 г. в селото са настанени и първите гръцки бежанци от Мала Азия, напуснали домовете си след поражението във войната с Турция. За живота на българското население на Дерекьой по това време и причините то да напусне родното си село се говори в едно прошение от името на дерекьойци до българския легат в Солун г-н Делчев, писано от Христо Запрянов Белев:

"Г-н Делчев, с настоящето си писмо-оплакване, жителите на селото Дерекьой, Гюмюрджинско, идем да ви изложим непоносимия живот и условията, които се създават от самата държава. Селото ни Дерекьой брои 96 къщи чисти българи, всички имотни хора. През 1922 година, октомври месец, държавата настани в селото ни 30 къщи (семейства) бежанци, които се разпределиха по къщята ни. Комисията реквизира храни и слама на една огромна сума, която и до днес не е заплатена на селяните. Нахранихме бежанците, а ние гладуваме. Населението бе изорало нивите си миналата година за посев, обаче бежанците безразборно навлязоха в нивите ни и ги заеха за себе си. Оплакванията ни не хванаха място. Не стигаше това ограбване на нивите ни, но накара бежанците властта да накара селяните със своя добитък да им засей миналата година всичките ниви и селяните цел месец работиха с добитъка си, така щото за себе си селяните не можаха да посеят нищо. Въпроса за селския кмет. Една най-голяма неприятност на селяните, почти не семинава 2 месеца ето ни изпратили нов кмет, на нова сметка пазарлък. Кмета иска 1000 драхми месечна заплата и селяните, ще не ще, приемат, и в края, продават добитъка, за да изплащат заплатите на кмета. Селския пъдяр Лазар Куклас е бежанец от Мала Азия, през месец юли тази година, повиква на помощ свои сънародници пъдари от околните села да дойдат в селотони, и щом идват те, веднага събират селяните в черквата, и започват да говорят на селяните: „Вие българите сте всички пропагандисти, за в полза на българите, всички сте комитаджии и затова трябва да ви изтрепем до един още сега“, и се започва побой на невинните селяни. Вдига се селото на крак, жени, деца, всички плачат, но никой не може да отърве от пъдарите селяните. Кмета на селото Панайот Жисо и помощника му Георги Стефов, отиват по молба на жените в черквата да видят какво става, щом пристигнат, и те биват набити добре от пъдарите, завързват ги с въже и така закарват в участъка на стражарите в с. Ирджан Хисар, и от там в Гюмюрджина. Властта, за да прикрие всичко случило се в селото назначи нов пъдар, но и той зет на Лазар Куклас (още по-голем звер от него). Същият пъдар Лазар Куклас, изпъден веч от селото, след 15 дни взима 10 души черкези и въоръжени добре всички, и в 11 часа през нощта влиза в селото. Залавят селянина Милош Стоев, разрезват му едната ръка на две, за да изкаже кои са в селото най-богатите хора, но Милош не изказва нищо, оставят го и налитат на къщата на Димитър Стоев Кирекчиев. 
Строшават вратите с брадви, влизат вътре, залавят всички домашни, започват изтезанията, нанисат 4 удара с ножовете си на Кирекчиев, дава си всичките пари 30 000 драхми. Така вързан го накарват да посочи братовата си къща, която и посочил. Навлизат и в къщата на Пею Кирекчиев, и тамо същите изтезавания с втория брат, взимат му 50 000 драхми. Отиват и на третия брат на къщата му – Стою Кирекчиев, потрошават, същите изтезания и мъки на цялото семейство, ограбват (100) лири звонкови-турски и 6000 драхми. Понеже започнало да се разсъмва избегват от селото. На другия ден цялото село се оплака на властта, обаче и до днес, въпросните разбойници, не са още заловени от властта. Всичко зло се сипе над българския елемент, селяните изплашени не работят нищо, не смеят полска работа да работят, продават мило и драго, за да преживяват, непрестанно нещастия сполетяват. Властта издава печатни обявления, че всички са свободни да се изселят за България, това е от тяхна страна една примка, за нови обири и изплашване на селяните. Предвид на тия сложили се обстоятелства, там гдето веч няма гаранция за живота, имо-та и честта на човека, живот няма. На населението напълниха му се веч очите и иска час по скоро да се изсели в България. Ето защо, г-н Делчев, сме дошли при теб в Солун и ви излагаме всичко горе подробно. Молим те – майки, старци, жени и деца, да се зае-мете то сърце и поемете нашите грижи и неволи, и се разпоредите там гдето требва, за взимане на мерки за нашето спасение от тя тирания, да бъдем изселени в България още тая година. Уверени, че молбата ни ще бъде най-рано удовлетворена ви благодарим, и очакваме с нетърпение денят на нашето изселване."

## Гръцко Дерекьой
Първите гръцки заселници в Дерекьой дошли от село Карацахали (Малгарско). Първоначално те били настанени в село Селеро (Ксантийско), но го изоставят, заради епидемия от малария и в 1924 г. се установяват за постаянно в Дерекьой. Също през 1924 г. идват и няколко семейства, родом от Лозенград, живели преди това в село Гратини. Други села в Източна Тракия, чиито жители се установяват в Дерекьой са Вризес, Айос Янис, Гена, Стратигио (в района на Лозенград), Деведжикьой, Алтън Таш, Тмикио (Малгарско), Скопело, Виза, Скепасто, Родосто, Сергенли, Ахмак бей (Одринска Тракия), Хани Корициу (Цариградско), Кесария, Киздервен (Мала Азия). През 1925 г. идват шест семейства от Хариополи (Източна Тракия). От тези заселници през следващите години някои напускат заетите от тях български къщи, други ги продават и се изселват в Гюмюрджина, Дедеагач и на други места. Като цяло процесът на настанямане на гръцките бежанци в селото продължава от 1922 до 1938 г. Между 1941 – 1944 г. селото отново е в пределите на България, но неговите стари жители не се връщат в него. Някои като Васил Христов Калайджиев, Ради Куртев Узунов, Димитър Куртев Узунов, братя Дюлгерови, Кирекчиеви, Димитър Герджиков се връщат по родните места да се запознаят с положението, но никой от тях не се решава да се върне за постоянно, още повече че селото вече е изцяло гръцко. Според гръцки свидетелства по това време гръцкото население на Дерекьой е страдало много, тъй като българските власти „създавали проблеми и измъчвали жителите“. След оттеглянето на българите от Беломорието обаче, през октомври 1944 г., когато Гърция е в гражданска война, почти всички дерекьойци се преселили в Гюмюрджина. Впоследствие мнозина от тях се завръщат в Дерекьой и възстановяват селото, други обаче го изоставят завинаги и тръгват да търсят късмета си в по-богати краища на Гърция или в чужбина.

## Обичаи и празници

### Сватба
Когато зетят отивал да вземе булката постилали на двора в нейната къща един чул, обръщали върху него синик и го покривали с кърпа (месал). Върху месала слагали колак (меденик, меденица) и нареждали около него 4 – 5 по-малки хлебчета. След това две приятелки на булката я извеждали от къщи и заедно с нея обикаляли три пъти синика. После ергените изрязвали един кръг от колака, вдигали го три пъти, като викали „иху, иху“ и пак си го поставяли на мястото. Тогава булката се навеждала и разчупвали меденицата върху нея. Веднага след това децата се мушкали край нея, за да вземат малките самунчета, който може и се разбягвали. После вкарвали булката в къщата ѝ, където я пребулвали с червено було. След това всички сватбари отивали в черквата, където двамата младоженци се венчавали и после се отправяли у зетя, където ставало същинското тържество.

### Хоро
Селският мегдан се намирал между училището, черквата и къщата на Никола Димов. Обикновено дерекьойци играели две хора – най-напред се хващали мъжете, на пояс; после жените и накрая момите, с преплетени ръце. Който мъж заводил хорото, жена му започвала да черпи хората с бакърче с вино. Хорото се играело само със съпровод на гайда. Гайдари били основно братята Яни и Атанас Каракирови, а понякога свирел и Христо Саров „Жалваря“.

### Гергьовден
Край селската реката имало три карача, а на отсрещната страна – кладенец. На тези карачи на Гергьовден (Гурговден) връзвали люлки и момците и момите се люлеели, докато на поляната се печели чевирмета.

### Илинден
На Илинден бил празникът на дерекьойската черква („Свети Илия“). Тогава селото се събирало и правели курбан на поляната с трите карача край реката. На празника идвали и хора от съседното село Козлукьой.

### Преображение
Дерекьойци казвали на Преображение „Исютюря“. На този празник те отивали до съседното село Козлукьой. По пътя за Гюмюрджина отдясно преди Козлукьой имало кладенче, от което течала вода само на Преображение. Хората идвали, миели се и пиели за здраве, вярвайки, че водата е лековита. Освен това връзвали по кладенчето цветни конци. До кладенчето имало малка черквичка с икона, пред която оставяли дарове и пари. Според легендата, ако човек оставел монета с чисто сърце тя се залепяла за иконата.

## Топонимия
В землището на село Дерекьой по времето, когато то е било обитавано от българи, са засвидетелствани следните имена на местности:
Агалето (Агълът, При агълът); Агирли дере; Ак таш; Акче богдай (Акче буйда); Ал тарла; Алат тарла; Алмалива нива; Андаская; Ашири дере (Ашаръ дере, Ашир дере, Ашъръ дере, Аширъ дере); Бахче йери; Белеф камен; Белият камен (Белет камен, Белите камъни); Боз кая; Бозалъкът; Бозалъците; Будуклу йолу; Бучук тарла (Бочуковата нива); Виранлъкът (Веранлъкът, Веранлъците, Веренлъка); Генгерлика; Георгевата; Геур тарла; Голем чешма; Голямата нива; Горната нива; Гробищата (Селското гробе); Гробовете; Гяул мезар; Давизов стари лозя; Дарника (Дарникът); Деирмен бохчи; Дериндже дере (Дерендже дере, Дерендже, Дередже дере); Дерите; Дерменджи дере; Джелоповата; До гробището; До къщата; До реката; Дурница; Елгънът; Елмезликът; Ески атлар; Ески кьортарла; Ески ютлар (Ески отлар, Ески йотлар); Зерделикът (Зерделикет, Зеридерликът); Ибрамовата нива (Ибромовата); Иливите; Инджирли дере; Йол мензил; Кавак тарла; Кадъ йолу (Кадиолу); Казалът (Казалат, Каялът); Каймала; Кайнарджата; Кале алтъ; Калета; Караач тарла (Карач тарла); Карипавата нива; Каршишната нива (Каршишната); Каршишни лозя; Келебек чаир; Кишла тарла (Къшла); Коз тарла; Козлар; Край селото; Кулувата нива (Кюрловата нива); Куру чешме (Кору чешме, Коро чешме); Кьой дермени; Кьой йери; Кюкликет; Мандралица (Мандралъкът); Мариновия чифлик (Мариновия човлик); Меджид тарла (Меджит тарла, Мечит тарла, Мичик тарла); Ментешели (Минтишили); Мешеликът; Олмезлик (Юлмезликът, Йолмезликът); Орехите (Орехът); Орман тарла; Орта бурун (Арта бурун); Паямлък тарла (Паямлъкът); Полук тарла; Поповото лозе; Пред къщата; При воденицата; При гробето; При селото; При турското градина; Реката; Риселската воденица; Сара тарла (Сър тарла); Селска нива (Селските ниви); Селска, Селско; Селските лозя; Селско место; Семенлиева нива (Сейменивата нива, Семенивата нива, Сейменливата нива, Семелливата нива); Старите лозя; Ташлъкът; Текеджели (Текежели, Тикишили, Тикизили, Тикиджили); Турско гробе; Уск нива казалат (Усковата нива казалат); Харман тарла (Орман тарла); Ходжавата (Ходжовата); Чавдар тарла; Чаирето; Чай тарла; Чалувата; Чалъкът; Чамлакат (Чанлъкът); Чешме бахчи; Чешме тарла; Чобан тарла; Чорлувата; Чукур тарла (Чокур тарла, Чукурето, Чокурето); Шейтан кюпрю (Шихтан кюпрю, Шихтан купрю); Шосет; Юч къзлар (Юч козлар, Уч козлар); Ялама кая.

## Родове
Не са известни родовите имена на първите български заселници в Дерекьой, а по-долният списък представя фамилиите при тяхното изселване:
Арнаудови; Атанасови; Белеви; Визеви; Гебешеви; Гермеви; Джисови; Димови (Стардимови); Дукови; Дюлгерови; Дялкови (Кишишеви); Животеви; Калаяневи; Кадиеви; Казалиеви; Калабакови; Калайджиеви; Карабашеви; Каракирови; Каракостови; Карамитреви; Карапачови; Карапеткови; Карастоянови; Карипови; Касабови; Кедикови; Кирекчиеви; Коджапеткови; Кьосеви; Манолеви; Момчилови; Манастирлиеви; Недялкови; Пашови; Почиджиеви; Прасаджиеви; Сарови; Севови; Славкови; Сотирови; Стоеви; Тачулкови (Точилкови); Узунови; Ушеви; Фучеджиеви; Чанкови (Чангови); Чолакови; Шопови; Янъкови.

### Мъжки имена
По-долният списък представя мъжките имена и техните варианти, засвидетелствани в село Дерекьой:
Ангел; Атанас; Бялю (Белю); Васил; Георги; Делю; Димитър (Митрю); Димо; Динко; Дяко; Дялко; Запрян; Иван; Илия; Киро; Коста; Костадин; Курти; Манол; Милю; Недялко (Неделко); Недю; Никола; Панайот; Петко; Пею (Пейо); Ради; Сево; Славко; Сотир; Станко; Стойчо (Тойчо); Стою; Стоян; Тодор; Христо; Яни (Яню, Янчо).

## Личности
Родени в Дерекьой
- Митрю Георгиев Стоянов, български военен деец, подофицер, загинал през Втората световна война[25]
- Никола Тодоров Кьосев, български военен деец, фелдфебел, загинал през Втората световна война[26]
- Сево Тодоров Шопов, български военен деец, подофицер, загинал през Втората световна война[27]

## Галерия
- Семейството на Илия Николов Калабаков преди изселването му в България (1924 г.)
- Борис Димитров Кирекчиев (вляво) и Сево Петков Шопов в традиционна дерекьойска носия
- Черквата „Св. Илия“
- Черквата „Св. Илия“
- Останки от стара българска къща
- Мястото, където е била старата българска община
- Стара сграда до черквата (вероятно бакалия)
- Наследници на дерекьойци пред черквата „Св. Илия“: Иван Белев, Стоян Карипов, Щерю Радев (отляво), юли 2008 г.
- Изглед към местността „Ат тарла“, вдясно е било училището
- Стара българска къща (вер. на Недю Карабашев)
- Изглед към местността Чукур тарла
- Главният път на селото с изглед на север
- Съвременна къща на главния път
- Чешмата в центъра на селото
- Изглед към местността Бозкая (Бошкая)
- Одясно са били къщите на Иван Каракиров, Коста Пашов и Илия Манолев
- Мястото където са били къщите на братя Кирекчиеви
- Табелата „Добре дошли в Пандросос“
- Таверна „Парадизос“ (на мястото на къщите на братя Славко и Тодор Карамитреви)
- Таверна „Неромилос“ (на мястото на старото българско училище)
- Пътят към реката и местостта Ат тарла
- Дерекьойската река с изглед на север
- Дерекьоската река и пътят към с. Семетли
- Дерекьойската река с изглед на югозапад
- Дерекьойската река с изглед на югозапад
- Мястото, където е била къщата на Георги Копуков
- Изглед на север край реката